# Кимбирка
Кимбирка — река в России, протекает по территории Большемуртинского района Красноярского края. Правый приток Енисея.

## География
Река Кимбирка образуется слиянием рек Большая Кимбирка и Малая Кимбирка. Течёт на запад через леса. Впадает в реку Енисей справа на расстоянии 2313 км от устья напротив села Юксеево. Длина реки вместе с крупнейшим из истоков — 62 км площадь водосборного бассейна — 360 км².
По данным государственного водного реестра России относится к Енисейскому бассейновому округу.
- Код водного объекта 17010300512116100024252